# YuruYuri
YuruYuri (ゆるゆり) est une série de manga écrite et illustrée par Namori, qui raconte l'histoire de quatre collégiennes qui réinvestissent l'ancienne salle du club de cérémonie du thé de leur école pour y créer leur propre « club de loisirs ». La série a été adaptée en anime de deux saisons par Dogakobo en 2011 et 2012. Le studio TYO Animations produit par la suite un OAV en 2014, suivi par une troisième saison en 2015.

## Synopsis
Juste après le démarrage de sa première année scolaire au collège, Akari Akaza rejoint le club de loisirs composé uniquement par ses deux amies d'enfance, Kyoko Toshinō et Yui Funami. Chinatsu Yoshikawa, une camarade de classe d'Akari, devient membre du club après avoir appris la dissolution du club de thé, où elle souhaitait s'inscrire à la base. Nous suivons alors le quotidien de ces quatre jeunes filles.

## Personnages
Akari Akaza (赤座 あかり, Akaza Akari)
Voix japonaise : Shiori Mikami (en)
Élève en première année au collège Nanamori. Elle est la protagoniste, bien qu'à cause de sa faible présence, peu de gens semblent y prêter attention, et elle apparaît de moins en moins au fil des épisodes, adoptant malgré elle une forme faite de contours en pointillés, accompagnée par un effet sonore « Akarin ! », qu'elle déteste. Elle a une grande sœur nommée Akane qui semble être atteinte de « sister complex/siscon » aigu. Elle adore les chips allégées en sel.
Kyōko Toshinō (歳納 京子, Toshinō Kyōko)
Voix japonaise : Yuka Ōtsubo (en)
Élève en deuxième année. C'est une blonde excentrique qui cause souvent des problèmes à Yui et saute régulièrement sur Chinatsu. Malgré sa grande fainéantise, elle obtient généralement les meilleures notes aux examens après des séances de révisions éclaires, et est une talentueuse auteure de dōjin. Son péché mignon ? La glace « rum/raisin » !
Yui Funami (船見 結衣, Funami Yui)
Voix japonaise : Minami Tsuda (en)
Élève en deuxième année. C'est une fille brune intelligente, qui agit généralement comme la voix de la raison dans le groupe. Elle vit seule en appartement malgré son jeune âge et adore les jeux vidéo. Elle se fait souvent entraîner par Kyoko dans bon nombre de situations burlesques. Plutôt sportive, elle a été invitée à rejoindre le club d'athlétisme.
Chinatsu Yoshikawa (吉川 ちなつ, Yoshikawa Chinatsu)
Voix japonaise : Rumi Ōkubo (en)
Élève en première année. Fille aux cheveux roses, voisine de classe d'Akari qui souhaitait à l'origine rejoindre le club de cérémonie du thé mais finit par rejoindre le club de loisirs. Elle est souvent pourchassée par Kyoko à cause de sa ressemblance avec une héroïne d'anime et de manga nommée Mirakurun, dont cette dernière est une fan absolue. Elle a un gros faible pour Yui, et ce dès leur première rencontre. Elle a une grande sœur prénommée Tomoko- son modèle sur Terre -qui a des sentiments pour la grande sœur d'Akari, Akane.
Ayano Sugiura (杉浦 綾乃, Sugiura Ayano)
Voix japonaise : Saki Fujita
Élève en deuxième année, vice-présidente du conseil des étudiants, possédant plusieurs caractéristiques de la tsundere, élément comique récurrent de l'anime. En tant qu'étudiante sérieuse, elle se voit constamment comme la rivale de Kyôko qui se débrouille toujours pour systématiquement avoir de meilleurs résultats qu'elle et la condamne à stagner à la seconde place. Elle n'est pas très honnête avec elle-même en ce qui concerne ses sentiments envers Kyoko. Son péché mignon ? Le « purin » (flan japonais) qu'elle garde bien à l'abri dans le frigo de la salle du conseil, mais qui est souvent dérobé- et dévoré -par la turbulente et gourmande Sakurako.
Chitose Ikeda (池田 千歳, Ikeda Chitose)
Voix japonaise : Aki Toyosaki
Élève en deuxième année, qui ressemble plus à une gentille grand-mère qu'à une collégienne. En tant que membre du conseil des étudiants, Chitose est généralement aux côtés d'Ayano et l'assiste au mieux dans son travail. Retirer ses lunettes marque chez elle le début d'un fantasme yuri, incluant généralement Kyoko et Ayano (puisqu'elle est au courant des sentiments éprouvés par cette dernière), et se terminant presque immanquablement sur un saignement de nez plus ou moins important, et/ou une gifle monumentale d'Ayano.
Sakurako Ōmuro (大室 櫻子, Ōmuro Sakurako)
Voix japonaise : Emiri Katō (en)
Élève en première année. Rivale de Himawari pour le poste de vice-présidente du conseil des étudiants et camarade de classe d'Akari. Sakurako est très jalouse de la poitrine opulente de Himawari, et ne se gêne pas pour l'embêter en la traitant souvent de « monstre à mamelles ». Elle a une grande sœur, Nadeshiko, et une petite sœur, Hinako, toutes deux désespérées par sa fainéantise et sa stupidité. Elle déteste les carottes.
Himawari Furutani (古谷 向日葵, Furutani Himawari)
Voix japonaise : Suzuko Mimori
Élève en première année. Rivale de Sakurako pour le poste de vice-présidente du conseil des étudiants et également camarade de classe d'Akari. Fille douce et gentille, dotée d'une forte poitrine malgré son jeune âge- ce qui la fait énormément complexer -elle se fait souvent taquiner à ce sujet par Sakurako. Elle a une adorable petite sœur nommée Kaede. Elle déteste les poivrons.
Rise Matsumoto (松本 りせ, Matsumoto Rise)
Voix japonaise : Saori Gotō (en)
Élève en troisième année. Présidente actuelle du conseil des étudiants. Rise n'a que très peu de présence et ne dit généralement rien ou parle si doucement que personne ne peut l'entendre, à part Nishigaki-sensei, avec qui elle semble partager une relation autre qu'amicale. Elle assiste à la fête sur la plage dans le 4e épisode de l'anime, mais personne ne la voit directement.
Chizuru Ikeda (池田 千鶴, Ikeda Chizuru)
La sœur jumelle de Chitose. Elle ne semble pas du tout apprécier Kyoko, la repoussant toujours violemment lorsque celle-ci court en sa direction ou veut lui sauter dessus en guise de bonjour. Retirer ses lunettes marque chez elle le début d'un fantasme yuri, incluant généralement Chitose et Ayano, et se terminant toujours par un flot de bave abondant, qu'elle nie du plus profond d'elle-même quand on le lui fait remarquer.

## Médias

### Manga
YuruYuri a commencé sa publication dans le magazine japonais Comic Yuri Hime S, édité par Ichijinsha, le 18 juin 2008. En septembre 2010, fin de publication de Comic Yuri Hime S, YuruYuri poursuit sa prépublication dans Comic Yuri Hime en juillet 2011. Le premier volume est publié le 1er août 2009 et treize tomes sont commercialisés au 5 février 2015.

#### Liste des volumes
| no | Japonais         | Japonais          |
| no | Date de sortie   | ISBN              |
| -- | ---------------- | ----------------- |
| 1  | 18 juillet 2009  | 978-4-758-07055-3 |
| 2  | 18 janvier 2010  | 978-4-758-07070-6 |
| 3  | 18 juin 2010     | 978-4-758-07090-4 |
| 4  | 18 janvier 2011  | 978-4-758-07120-8 |
| 5  | 18 mai 2011      | 978-4-758-07147-5 |
| 6  | 18 juin 2011     | 978-4-758-07150-5 |
| 7  | 28 juillet 2011  | 978-4-758-07145-1 |
| 8  | 23 juillet 2012  | 978-4-758-07200-7 |
| 9  | 26 juillet 2012  | 978-4-758-07203-8 |
| 10 | 1er juin 2013    | 978-4-758-07251-9 |
| 11 | 1er février 2014 | 978-4-758-07290-8 |
| 12 | 4 août 2014      | 978-4-758-07326-4 |
| 13 | 4 février 2015   | 978-4-758-07390-5 |
| 14 | 18 janvier 2016  | 978-4-758-07520-6 |
| 15 | 31 mai 2017      | 978-4-758-07674-6 |

### Anime
Une adaptation télévisée en anime de la série dessinée a été annoncée dans le numéro de Comic Yuri Hime de mai 2011. Produite par Dogakobo sous la direction de Masahiko Ohta, la série est diffusée au Japon sur TV Tokyo du 5 juillet au 20 septembre 2011. Une deuxième saison est diffusée au 2 juillet au 17 septembre 2012. Le site nord-américain Crunchyroll diffuse les deux saisons en simulcast avec sous-titres en anglais.
La série est ensuite produite au sein du studio TYO Animations. Un OAV intitulé YuruYuri Nachuyachumi! est diffusé dans cinq cinémas japonais le 29 novembre 2014, avant de sortir en DVD et Blu-ray le 18 février 2015. Deux épisodes supplémentaires, intitulés Nachuyachumi! +, sont diffusés respectivement en août et en septembre 2015. Une troisième saison, YuruYuri San Hai!, est diffusée à partir du 5 octobre 2015.

#### Liste des épisodes

##### YuruYuri(2011)[8]
| No | Titre français                                                           | Titre japonais                                       | Titre japonais                                                               | Date de 1re diffusion |
| No | Titre français                                                           | Kanji                                                | Rōmaji                                                                       | Date de 1re diffusion |
| -- | ------------------------------------------------------------------------ | ---------------------------------------------------- | ---------------------------------------------------------------------------- | --------------------- |
| 1  | Début du collège !                                                       | 中学デビュー!                                        | Chūgaku Debyū!                                                               | 5 juillet 2011        |
| 2  | Moi et toi et le conseil des étudiants                                   | 私とあなたと生徒会                                   | Watashi to Anata to Seitokai                                                 | 12 juillet 2011       |
| 3  | Tu veux venir ?!… Ouais, c'est parti !                                   | ウチくる!? …いくいくっ!                              | Uchi Kuru!? … Iku Iku!                                                       | 19 juillet 2011       |
| 4  | La grande collecte estivale                                              | 夏の大収穫祭                                         | Natsu no Dai-shūkaku-sai                                                     | 26 juillet 2011       |
| 5  | Quand Akari et les cigales pleurent                                      | あかりとかミンミンゼミとかなく頃に                   | Akari to ka Minminzemi to ka Naku Koro ni                                    | 2 août 2011           |
| 6  | Art☆Arter☆Artist                                                         | あーと☆あーたー☆あーちすと                           | Āto☆Ātā☆Āchisuto                                                             | 9 août 2011           |
| 7  | Noëlerie                                                                 | くり済ませり                                         | Kuri Sumaseri                                                                | 16 août 2011          |
| 8  | Poisson d'avril                                                          | エイプリルフール                                     | Eipuriru Fūru                                                                | 23 août 2011          |
| 9  | Je ne suis pas effrayée par cet été                                      | 今年の夏はこわくない                                 | Kotoshi no Natsu wa Kowakunai                                                | 30 août 2011          |
| 10 | C'est un voyage scolaire, mais qu'allons nous apprendre, je me demande ? | 修学旅行というが、私たちは一体何を学び修めたのだろう | Shūgaku Ryokō to Iu ga, Watashi-tachi wa Ittai Nani o Manabi Osameta no Darō | 6 septembre 2011      |
| 11 | Notre club d'amusement                                                   | わたしたちのごらく部                                 | Watashi-tachi no Goraku-bu                                                   | 13 septembre 2011     |
| 12 | Chaude soirée pyjama avec tout le monde                                  | みんなでポカポカ合宿へ                               | Min'na de Pokapoka Gas'shuku he                                              | 20 septembre 2011     |

##### Yuru Yuri: Doushite, Tomaranai, Tokimeki, Dokidoki, Paradox, Eternal (2011 spécial)
| No | Titre français                                                       | Titre japonais                                                       | Titre japonais                                                           | Date de 1re diffusion |
| No | Titre français                                                       | Kanji                                                                | Rōmaji                                                                   | Date de 1re diffusion |
| -- | -------------------------------------------------------------------- | -------------------------------------------------------------------- | ------------------------------------------------------------------------ | --------------------- |
| 1  | Yuru Yuri: Doushite, Tomaranai, Tokimeki, Dokidoki, Paradox, Eternal | ゆるゆり どうして☆止まらない☆トキメキ☆ドキドキ☆パラドクス☆エターナル | YuruYuri Doushite ☆ Tomaranai ☆ Tokimeki ☆ Dokidoki ☆ Paradox ☆ Etaanaru | 16 novembre 2011      |

##### YuruYuri♪♪(2012)[9]
| No | Titre français                                       | Titre japonais                 | Titre japonais                              | Date de 1re diffusion |
| No | Titre français                                       | Kanji                          | Rōmaji                                      | Date de 1re diffusion |
| -- | ---------------------------------------------------- | ------------------------------ | ------------------------------------------- | --------------------- |
| 1  | La protagoniste revient                              | 帰って来た主人公               | Kaette Kita Shujinkō                        | 2 juillet 2012        |
| 2  | YuruYuri tous les jours                              | ゆるゆりなる日々なるなり       | YuruYuri Naru Hibi Naru Nari                | 9 juillet 2012        |
| 3  | Chocolat et larmes et filles et filles et Isobe fris | チョコと涙と女と女と磯辺揚げ   | Choko to Namida to Onna to Onna to Isobeage | 16 juillet 2012       |
| 4  | Atchoum                                              | ひっちゅ                       | Hitchu                                      | 23 juillet 2012       |
| 5  | Été japonais fainéant                                | 日本の夏 ゆるめの夏            | Nippon no Natsu Yurume no Natsu             | 30 juillet 2012       |
| 6  | [Annonce] YuruYuri épuisé                            | 【速報】ゆるゆり完売           | [Sokuhō] YuruYuri Kanbai                    | 6 août 2012           |
| 7  | Relation de sœur et tout                             | 姉妹事情あれこれそれどれ       | Shimai Jijō Are Kore Sore Dore              | 13 août 2012          |
| 8  | Chinatsu sans égal                                   | ちなつ無双                     | Chinatsu Musō                               | 20 août 2012          |
| 9  | Un jour quelque chose pourrait arriver ou pas        | 何かありそうで何もなさそうな日 | Nani ka Arisō de Nani mo Nasasō na Hi       | 27 août 2012          |
| 10 | Voyage scolaire R                                    | 修学旅行R                      | Shūgaku Ryokō Āru                           | 3 septembre 2012      |
| 11 | La Akari qui a bondi au travers du temps             | 時をかけるあかり               | Toki o Kakeru Akari                         | 10 septembre 2012     |
| 12 | Adieu protagoniste, jusqu'à ce qu'on se retrouve     | さらば主人公、また会う日まで   | Saraba Shujinkō, Mata Au Hi Made            | 17 septembre 2012     |

##### YuruYuri Nachuyachumi!(2015 OVA + spéciales TV)[10],[11]
| No  | Titre français                          | Titre japonais                   | Titre japonais                             | Date de 1re diffusion |
| No  | Titre français                          | Kanji                            | Rōmaji                                     | Date de 1re diffusion |
| --- | --------------------------------------- | -------------------------------- | ------------------------------------------ | --------------------- |
| OVA | Les vacances estivales de YuruYuri!     | ゆるゆり なちゅやちゅみ!         | YuruYuri Nachuyachumi!                     | 18 février 2015       |
| 1   | Les vacances estivales de YuruYuri!+ +1 | ゆるゆり なちゅやちゅみ！＋ ＋１ | YuruYuri Nachuyachumi! Purasu - Purasu Wan | 20 août 2015          |
| 2   | Les vacances estivales de YuruYuri!+ +2 | ゆるゆり なちゅやちゅみ！＋ ＋2  | YuruYuri Nachuyachumi! Purasu - Purasu Tsū | 17 septembre 2015     |

##### YuruYuri San☆Hai!(2015)[12]
| No | Titre français                                     | Titre japonais                         | Titre japonais                                          | Date de 1re diffusion |
| No | Titre français                                     | Kanji                                  | Rōmaji                                                  | Date de 1re diffusion |
| -- | -------------------------------------------------- | -------------------------------------- | ------------------------------------------------------- | --------------------- |
| 1  | Et là, maintenant, place au fun                    | それは、すなわち、娯楽の始まり         | Sore wa, sunawachi, goraku no hajimaji                  | 5 octobre 2015        |
| 2  | Tremblez, maintenant                               | さぁおびえるがいい                     | Saa, obierugaii                                         | 12 octobre 2015       |
| 3  | Par inadvertance                                   | 自覚なし                               | Jikaku nashi                                            | 19 octobre 2015       |
| 4  | Cette nuit, on resserre nos liens                  | その夜は、みんなの思いを繋いでゆく。   | Sono yoru wa, minna no omoi o tsunaideyuku.             | 26 octobre 2015       |
| 5  | La jeune fille déprime                             | 少女は、闇に落ちる                     | Shōjo wa, yami ni ochiru                                | 2 novembre 2015       |
| 6  | Un visage invisible se trouve ici                  | 見えない顔は、其処にある。             | Mienai kao wa, soko ni aru.                             | 9 novembre 2015       |
| 7  | Ce sera une journée inoubliable                    | 忘れられない一日になる                 | Wasurerarenai ichinichi ni naru                         | 16 novembre 2015      |
| 8  | Ce qu’on peut tous obtenir, un fragment de sourire | それは、誰もが手にする笑顔のカケラ。   | Sore wa, daremo ga te ni suru egao no kakera.           | 23 novembre 2015      |
| 9  | Une histoire d'amour et de courage                 | それは, 小さな恋と, 少しの勇気の物語。 | Sore wa, chīsana koi to, sukoshi no yūki no monogatari. | 30 novembre 2015      |
| 10 | Avec toi, pour toujours                            | 君とならいつでも                       | Kimi to nara itsudemo                                   | 7 décembre 2015       |
| 11 | Je suis dans la panade                             | どうあがいても土壺                     | Dō agaitemo dotsubo                                     | 14 décembre 2015      |
| 12 | Tempête romantique sous les cerisiers              | 満開桜に浪漫の嵐                       | Mankai sakura ni roman no arashi                        | 21 décembre 2015      |

### Édition japonaise
1. 1 2  (ja) « ゆるゆり (1) », sur Ichijinsha (consulté le 13 juin 2017).
2. 1 2  (ja) « ゆるゆり (2) », sur Ichijinsha (consulté le 13 juin 2017).
3. 1 2  (ja) « ゆるゆり (3) », sur Ichijinsha (consulté le 13 juin 2017).
4. 1 2  (ja) « ゆるゆり (4) », sur Ichijinsha (consulté le 13 juin 2017).
5. 1 2  (ja) « ゆるゆり (5) », sur Ichijinsha (consulté le 13 juin 2017).
6. 1 2  (ja) « ゆるゆり (6) », sur Ichijinsha (consulté le 13 juin 2017).
7. 1 2  (ja) « ゆるゆり (7) », sur Ichijinsha (consulté le 13 juin 2017).
8. 1 2  (ja) « ゆるゆり (8) », sur Ichijinsha (consulté le 13 juin 2017).
9. 1 2  (ja) « ゆるゆり (9) », sur Ichijinsha (consulté le 13 juin 2017).
10. 1 2  (ja) « ゆるゆり (10) », sur Ichijinsha (consulté le 13 juin 2017).
11. 1 2  (ja) « ゆるゆり (11) », sur Ichijinsha (consulté le 13 juin 2017).
12. 1 2  (ja) « ゆるゆり (12) », sur Ichijinsha (consulté le 13 juin 2017).
13. 1 2  (ja) « ゆるゆり (13) », sur Ichijinsha (consulté le 13 juin 2017).
14. 1 2  (ja) « ゆるゆり (14) », sur Ichijinsha (consulté le 13 juin 2017).
15. 1 2  (ja) « ゆるゆり (15) », sur Ichijinsha (consulté le 13 juin 2017).